# Nirbiana
Nirbiana is een geslacht van vlinders van de familie spinners (Lasiocampidae).

## Soorten
- N. micha (Druce, 1899)
- N. obscura (Hering, 1941)